# 瑟南
瑟南（法語：Senan，法語發音：[sənɑ̃] ⓘ）是法国勃艮第-弗朗什-孔泰大区约讷省的一个市镇，属于欧塞尔区。

## 地理
瑟南（47°54'48"N, 3°21'33"E）面积17.54 平方千米，位于法国勃艮第-弗朗什-孔泰大區约讷省，该省份为法国中北部内陆省份，西接卢瓦雷省，西北接塞纳-马恩省，南至涅夫勒省，东临科多尔省，东北与奥布省接壤。
与瑟南接壤的市镇（或旧市镇、城区）包括：尚普莱、瓦尔拉维永、蒙托隆。

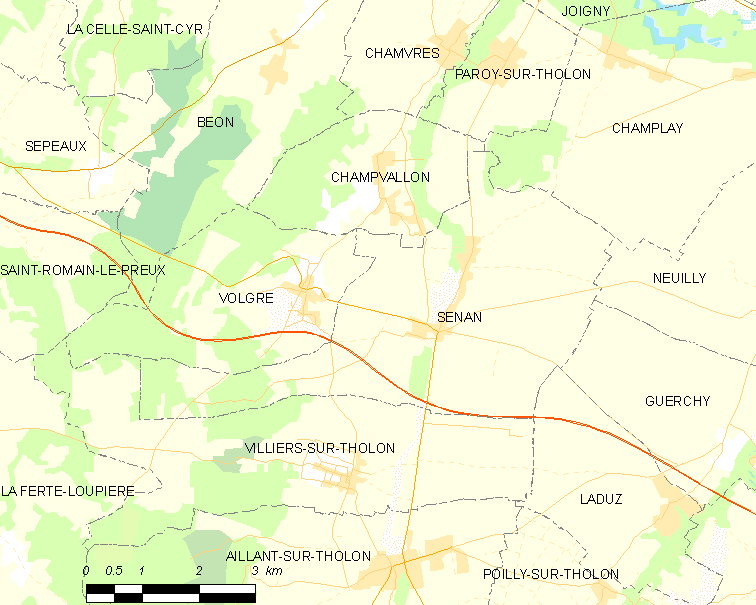
瑟南的OSM定位图

瑟南的时区为UTC+01:00、UTC+02:00（夏令时）。

## 行政
瑟南的邮政编码为89710，INSEE市镇编码为89384。

## 政治
瑟南所属的省级选区为沙尔尼-奥雷德皮赛县。

## 人口

1962-2008年间瑟南人口变化图示

瑟南于2022年1月1日时的人口数量为680人。